# Hippospongia ammata
Hippospongia ammata är en svampdjursart som beskrevs av de Laubenfels 1954. Hippospongia ammata ingår i släktet Hippospongia och familjen Spongiidae.
Artens utbredningsområde är havet kring Mikronesien. Inga underarter finns listade i Catalogue of Life.